# NGC 3019
NGC 3019 est une vaste galaxie spirale relativement éloignée et située dans la constellation du Lion. NGC 3019 a été découverte par l'astronome français R. J. Mitchell en 1854.

## Caractéristiques
Sa vitesse par rapport au fond diffus cosmologique est de 9 206 ± 23 km/s, ce qui correspond à une distance de Hubble de 135,8 ± 9,5 Mpc (∼443 millions d'al).
À ce jour, une mesure non basée sur le décalage vers le rouge (redshift) donne une distance d'environ 132,000 Mpc (∼431 millions d'al). Cette valeur est à l'intérieur des valeurs de la distance de Hubble. 
NGC 3019 présente une large raie HI.